# Pieter Bast

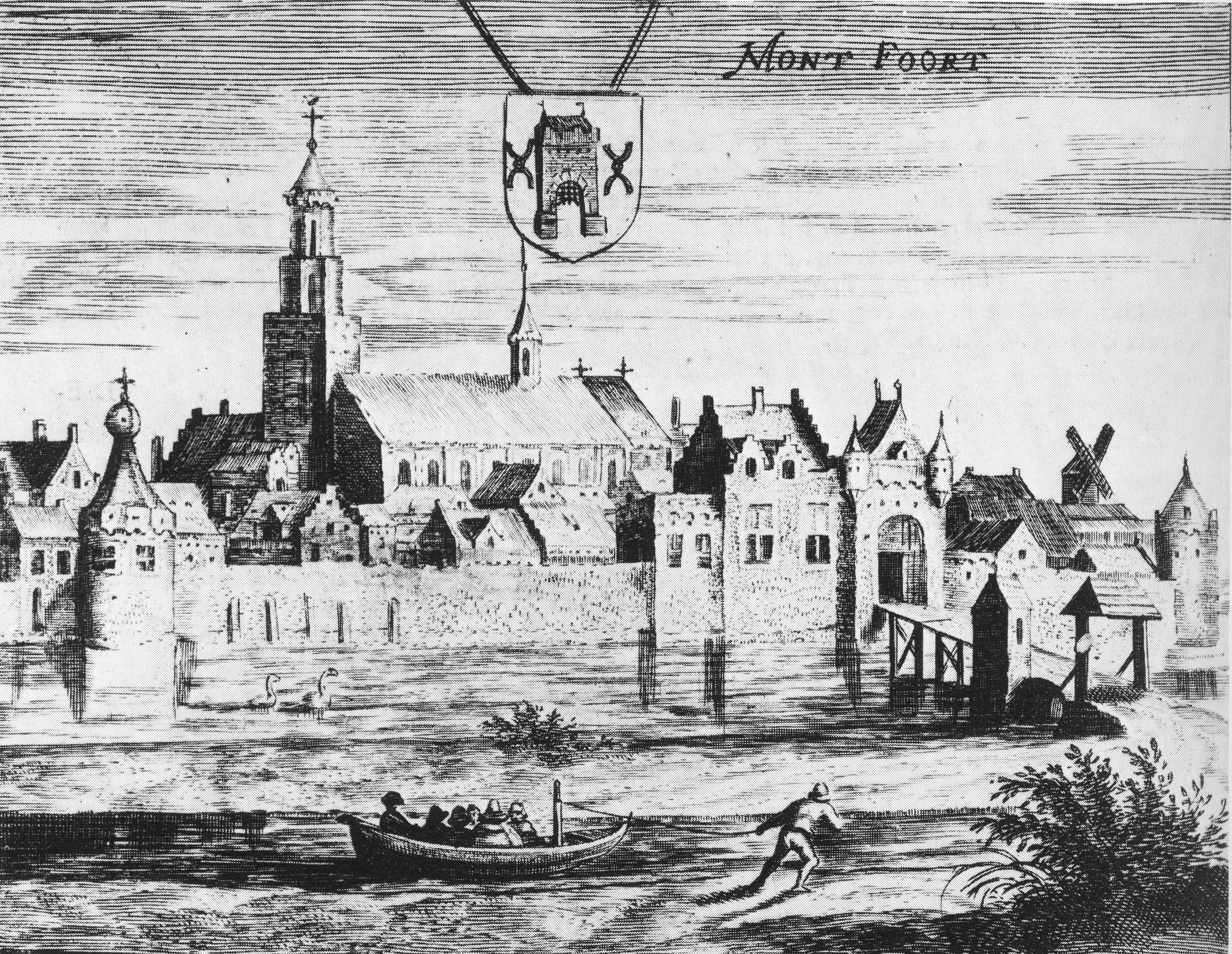
Sicht auf Montfoort von Pieter Bast

Pieter Bast (* um 1570 in Antwerpen; † 17. März 1605 in Leiden) war ein niederländischer Zeichner, Kupferstecher und Kartograf mit eindrucksvollen Œuvre mittelalterlicher Stadtansichten aus der Vogelschau. Hervorgehoben wird stets das hohe Maß an Authentizität, das Basts Topografien auszeichnet.
Bereits in seiner Jugend kam Pieter Bast als Glaubensflüchtling nach Middelburg und Leiden. In zeitgenössischen Quellen wird er als „cunstwerker in chaerten van steden“ bezeichnet, was in der Tat den Schwerpunkt seiner künstlerischen Arbeit treffend charakterisiert. Von seinen Stadtansichten ist die aus vier Blättern zusammengesetzte Vogelschau von Amsterdam, die 1597 bis 1599 erschien, das umfangreichste und vielleicht bedeutendste Werk. 1599 erschienen auch zwei Ansichten der Stadt Emden in Ostfriesland. Ein Jahr zuvor hatte er die Platte für die Vogelschau von Oldenburg gestochen. Die Ansichten von Leiden und Leeuwarden in Friesland stammen aus den Jahren 1600 bzw. 1603.
Die erhaltenen Archivalien machen über sein persönliches Schicksal nur wenige Angaben: am 31. August 1601 heiratete er in Leiden Aryantje Geryt Schaecken, kaufte sich im folgenden Jahr bei der Lateinschule ein Haus und starb schon im Jahr 1605. Er wurde in Leiden in der Sint Pieterskerk bestattet.